# Gábor Lehotka
Gábor Lehotka, né le 20 juillet 1938 à Vác (Hongrie), mort le 29 décembre 2009 , est un organiste hongrois.

## Carrière
Il fait des études musicales au conservatoire Béla Bartók de Budapest et à l'Académie Franz Liszt avec Ferenc Gergely, Endre Szervánszky, Rezső Sugár. En 1967, il remporte le premier prix au Concours des compositeurs hongrois. En 1969, il est nommé professeur au lycée musical Béla Bartók et en 1975, à l'école supérieure Franz Liszt de Budapest. En 1974, il reçoit le prix Liszt. Il a créé Volumina de Ligeti.

## Source
- Alain Pâris, Dictionnaire des interprètes, Bouquins/Laffont 1989, p. 552